# Марк Швон
Марк Швон (енгл. Mark Schwahn; Понтијак, 5. јун 1966) је креатор и извршни продуцент популарне серије Три Хил које се емитује на америчкој телевизијској мрежи .
Такође је написао и сценарио за филмове Шта год је потребно, 35 миља од нормале, Савршен скор, Тренер Картер.
Марк Швон је одрастао у граду Понтијак, у америчкој савезној држави Илиноис, а рођен је 1966. године.
Марк Швон је похађао филмску школу на Универзитету Мериленд.
Такође је и глумио у серији Три Хил. Појављује се у 4. сезони, у оквиру 10. епизоде, као и у 5. сезони, у оквиру 13. епизоде.
Појавио се такође и у првој епизоди серије, глумећи једног од члана локалне средњошколске екипе Гаврани.